# ماكسيم ستويكوف
ماكسيم ستويكوف (بالبلغارية: Максим Стойков)‏ هو لاعب كرة قدم بلغاري في مركز الوسط، ولد في 13 يناير 1991 في طريان ‏ في بلغاريا. لعب مع سلافيا صوفيا ونادي ليتكس لوفتش.

## وصلات خارجية
- ماكسيم ستويكوف على موقع قاعدة بيانات كرة القدم.إي يو (الإنجليزية)